# Paroreomyza maculata
L'alahuahio di Oahu o, più correttamente, ʻalauahio di Oʻahu (Paroreomyza maculata (Cabanis, 1850)), è un uccello passeriforme della famiglia dei Fringillidi.

## Descrizione
- Maschio impagliato
- femmina impagliata.

### Dimensioni
Misura 11 cm di lunghezza, per 9-16 g di peso: a parità d'età, le femmine sono leggermente più piccole rispetto ai maschi.

### Aspetto
Si tratta di uccelli dall'aspetto paffuto e massiccio, muniti di corto becco sottile.

Il piumaggio di questi uccelli ricorda molto quello dell'ʻamakihi di Oʻahu in quanto esso è in prevalenza giallino, con nuca, dorso, ali, groppa e codione più tendenti al verde oliva, mentre la coda è di color mostarda: fra i lati del becco e la cavità auricolare è presente una mascherina più scura. Le femmine presentano livrea più smorta e tendente al grigio dorsalmente e bianco ventralmente rispetto ai maschi. In ambedue i sessi, il becco è bluetto, le zampe sono nere e gli occhi sono bruni.

## Biologia
Si tratta di uccelli diurni, che vivono in coppie o in piccoli gruppi, a volte accompagnandosi a uccelli di altre specie: essi passano la maggior parte del tempo alla ricerca di cibo nella canopia.

### Alimentazione
La dieta di questi uccelli è essenzialmente insettivora, basandosi sulle larve e sui piccoli invertebrati che vengono messi allo scoperto sondando col becco fra i rami secchi e la corteccia degli alberi, sfruttando il becco per fare breccia nel legno e la particolare lingua per estrarre le prede.

### Riproduzione
Si tratta di uccelli monogami, la cui stagione riproduttiva cade fra gennaio e giugno: finora è stato osservato un singolo nido, a coppa, edificato con fibre vegetali intrecciate e contenente due uova all'interno.

## Distribuzione e habitat
La specie è endemica dell'isola di Oahu, dove sembrerebbe popolare sia i monti Koʻolau che i monti Waiʻanae, sui limiti occidentale ed orientale dell'isola.
L'habitat di questi uccelli è rappresentato dalle foreste di Metrosideros polymorpha e Acacia koa al di sopra dei 350 m di quota.

## Conservazione
Evidenze fossili parrebbero indicare che questi uccelli popolassero in tempi preistorici anche le pianure centrali di Oahu.
In seguito alla colonizzazione polinesiana, con la conseguente introduzione di specie aliene e l'alterazione dell'habitat a favore di aree coltivate, la specie è rapidamente scomparsa dall'entroterra, rifugiandosi fra i rilievi dell'isola.

L'arrivo degli europei alle Hawaii ha visto una popolazione già in netto declino, solo accelerato dall'ulteriore disboscamento e dall'arrivo massiccio di zanzare, alle malattie veicolate dalle quali i drepanidini hawaiiani si sono rivelati particolarmente sensibili.
Negli ultimi decenni, ci sono stati solo un paio di avvistamenti confermati di questi uccelli, la maggior parte dei quali fra i monti Koʻolau, in una zona che fra l'altro è stata recentemente tagliata in due dall'autostrada H3, per costruire la quale è stato previsto un apposito emendamento alla legge vigente negli USA, che vieta di costruire in zone popolate da specie in via d'estinzione. Altri avvistamenti vengono ritenuti meno attendibili e attribuibili in realtà a confusione con altre specie, come ad esempio l'ʻamakihi di Oʻahu la cui livrea è molto simile a quella di questi uccelli. L'ultima osservazione ben documentata venne effettuata il 12 dicembre 1985 sul Poamoho Trail nell'ambito del tradizionale evento di birdwatching natalizio: nell'occasione vennero osservati due uccelli. L'ultima cattura, invece, risale al 1968: per questo motivo, l'alauahio di Oahu è considerato in pericolo critico di estinzione e, seppur manchino studi esaurienti che lo confermino, potrebbe essere già estinto, o comunque presente con una popolazione globale inferiore ai 50 esemplari, insufficiente per la sopravvivenza a medio-lungo termine.